# Сетле-кюль
Се́тле-кю́ль (чув. Cĕтлĕ кӳл), согласно ряду чувашских мифов, — молочное озеро, на берегах которого живут потомки последнего казанского хана.

Когда русские войска уже заняли Казань, татарский патша просил русского патшу, чтобы тот выполнил его последнее желание. Получив разрешение, татарский патша поднялся на минарет, взяв с собой свою кобзу, и на минарете начал играть. Это была грустная, горестная песня. Музыка кобзы проникла в душу всех войск, и татары, и русские солдаты, все как один, упали на колени и плакали от этой песни. Потом патша начал играть новую, веселую песню, и все войска заплясали. Третий раз, как начал новую песню, кто услышал, все упали на колени и плакали, рыдали. После этого патша бросил об стену мечети кобзу и разбил её. А сам он в сию же минуту превратился в лебедя и улетел с минарета в сторону юга на берег Молочного озера (Сĕтлĕ кӳл). Его внуки и сейчас здесь живут в вечной тоске о том, что когда-нибудь возвратятся в Казань, в столицу ханства, и прогонят оттуда русского патшу.— Д. Месарош. Памятники старой чувашской веры.
По предположению Месароша, это сказание является остатком утерянного чувашского эпоса «Песня о завоевании Казани» (чув. Хусан туртса илнĕ юрри), а Сетле-кюль — следом представления чувашей о многоярусности мира.